# Cupa României 1976/77
Der Cupa României in der Saison 1976/77 war das 39. Turnier um den rumänischen Fußballpokal. Sieger wurde zum ersten Mal Universitatea Craiova, das sich im Finale am 3. Juli 1977 gegen Titelverteidiger Steaua Bukarest durchsetzen konnte. Dadurch qualifizierte sich Universitatea Craiova für den Europapokal der Pokalsieger.

## Modus
Die Klubs der Divizia A stiegen erst in der Runde der letzten 32 Mannschaften ein. Ab dem Achtelfinale wurden alle Spiele – abgesehen vom Finale, das traditionell in Bukarest stattfand – auf neutralem Platz ausgetragen. Es wurde jeweils nur eine Partie ausgetragen. Stand diese nach 90 Minuten unentschieden, folgte eine Verlängerung von 30 Minuten. Falls danach noch immer keine Entscheidung gefallen war, wurde diese im Elfmeterschießen herbeigeführt.

## Sechzehntelfinale
| Datum            |                          | Ergebnis              |                       |
| ---------------- | ------------------------ | --------------------- | --------------------- |
| 1. Dezember 1976 | CS Botoșani              | 1:1 n. V. (3:2 i. E.) | Petrolul Ploiești     |
| 8. Dezember 1976 | Constructorul Alba Iulia | 0:2 n. V.             | FC Bihor Oradea       |
|                  | ICIM Brașov              | 1:0                   | Olimpia Satu Mare     |
|                  | Automecanica Bukarest    | 1:0                   | Politehnica Iași      |
|                  | Dinamo Bukarest          | 1:4                   | Steaua Bukarest       |
|                  | Rapid Bukarest           | 2:1                   | FC Constanța          |
|                  | Sportul Studențesc       | 0:0 n. V. (3:4 i. E.) | UTA Arad              |
|                  | Universitatea Craiova    | 1:0                   | Corvinul Hunedoara    |
|                  | CSU Galați               | 1:1 n. V. (4:2 i. E.) | FCM Galați            |
|                  | Rapid Jibou              | 0:1                   | Progresul Corabia     |
|                  | AS Miercurea Ciuc        | 0:1 n. V.             | Metalul Bukarest      |
|                  | Minerul Motru            | 2:1                   | Politehnica Timișoara |
|                  | Dierna Orșova            | 0:5                   | SC Bacău              |
|                  | FC Argeș Pitești         | 3:2                   | Progresul Bukarest    |
|                  | FCM Reșița               | 3:2                   | AS Armata Târgu Mureș |
|                  | Cetatea Târgu Neamț      | 0:3                   | Jiul Petroșani        |

## Achtelfinale
| Datum            |                       | Ergebnis              |                   | Ort              |
| ---------------- | --------------------- | --------------------- | ----------------- | ---------------- |
| 27. Februar 1977 | Universitatea Craiova | 3:0                   | Jiul Petroșani    | Bukarest         |
|                  | Rapid Bukarest        | 2:1                   | ICIM Brașov       | Câmpina          |
|                  | UTA Arad              | 3:1                   | FC Bihor Oradea   | Deva             |
|                  | SC Bacău              | 1:1 n. V. (3:2 i. E.) | CSU Galați        | Focșani          |
|                  | Steaua Bukarest       | 6:0                   | Minerul Motru     | Pitești          |
|                  | Metalul Bukarest      | 1:0                   | FC Argeș Pitești  | Ploiești         |
|                  | FCM Reșița            | 2:0 n. V.             | CS Botoșani       | Râmnicu Sărat    |
|                  | Automecanica Bukarest | 1:1 n. V. (3:1 i. E.) | Progresul Corabia | Roșiorii de Vede |

## Viertelfinale
| Datum        |                       | Ergebnis  |                       | Ort                   |
| ------------ | --------------------- | --------- | --------------------- | --------------------- |
| 1. Juni 1977 | Steaua Bukarest       | 3:2 n. V. | SC Bacău              | Brăila                |
|              | Rapid Bukarest        | 6:1       | Automecanica Bukarest | Bukarest              |
|              | Universitatea Craiova | 5:0       | UTA Arad              | Drobeta Turnu Severin |
|              | Metalul Bukarest      | 1:0       | FCM Reșița            | Sibiu                 |

## Halbfinale
| Datum         |                       | Ergebnis |                  | Ort      |
| ------------- | --------------------- | -------- | ---------------- | -------- |
| 15. Juni 1977 | Steaua Bukarest       | 4:2      | Metalul Bukarest | Bukarest |
|               | Universitatea Craiova | 1:0      | Rapid Bukarest   | Pitești  |

## Finale
| Paarung               | Universitatea Craiova – Steaua Bukarest |
| Ergebnis              | 2:1 (0:0) |
| Datum                 | 3. Juli 1977 |
| Stadion               | Stadionul Republicii, Bukarest |
| Schiedsrichter        | Ioan Igna (Timișoara) |
| Tore                  | 1:0 Ilie Balaci (50.) 2:0 Sorin Cârțu (64.) 2:1 Florin Marin (78.) |
| Universitatea Craiova | Gabriel Boldici, Cornel Berneanu, Nicolae Tilihoi, Costică Ștefănescu, Petre Purima, Costică Donose, Ilie Balaci, Aurel Beldeanu, Zoltan Crișan (85. Nicolae Negrilă), Sorin Cârțu, Dumitru Marcu (46. Rodion Cămătaru) Cheftrainer: Constantin Deliu |
| Steaua Bukarest       | Dumitru Moraru, Teodor Anghelini, Ștefan Sameș, Florin Marin, Iosif Vigu, Ion Ion, Ion Dumitru (59. Vasile Aelenei), Anghel Iordănescu, Radu Troi (72. Gabriel Zahiu), Viorel Năstase, Constantin Zamfir Cheftrainer: Emerich Jenei                   |